# Solanum sibundoyense
Solanum sibundoyense är en potatisväxtart som först beskrevs av Lynn Bohs, och fick sitt nu gällande namn av Lynn Bohs. Solanum sibundoyense ingår i släktet skattor som ingår i familjen potatisväxter. IUCN kategoriserar arten globalt som sårbar. Inga underarter finns listade i Catalogue of Life.